# Olympische Winterspiele 2022/Freestyle-Skiing – Aerials (Mixed)
Bei den Olympischen Winterspielen 2022 wurde am 10. Februar erstmals ein Aerials Mixed-Teamwettkampf ausgetragen. Wettkampfstätte war das Genting Skiresort.
Olympiasieger wurde die Mannschaft der Vereinigten Staaten, vor Gastgeber China und Kanada.

## Modus
Sämtliche Mannschaften trat mit drei Athleten an, davon eine Frau und zwei Männer. Jeder Athlet sprang pro Durchgang ein Mal, die Summe aller Einzelwertungen ergab den Gesamtpunktestand der Mannschaft. Nach dem ersten Durchgang qualifizierten sich die besten vier Mannschaften für den zweiten Durchgang.

## Ergebnisse
| Rang | #             | Nation                                                                   | 1. Durchgang                | 1. Durchgang | 2. Durchgang               | 2. Durchgang  |
| Rang | #             | Nation                                                                   | Punkte                      | Rang         | Punkte                     | Rang          |
| ---- | ------------- | ------------------------------------------------------------------------ | --------------------------- | ------------ | -------------------------- | ------------- |
| 1    | 2 2–1 2–2 2–3 | Vereinigte Staaten Ashley Caldwell Christopher Lillis Justin Schoenefeld | 330,55 104,31 101,81 124,43 | 2            | 338,34 88,86 135,00 114,48 | 1             |
| 2    | 1 1–1 1–2 1–3 | China Xu Mengtao Jia Zongyang Qi Guangpu                                 | 336,89 94,01 124,78 118,10  | 1            | 324,22 106,03 96,02 122,17 | 2             |
| 3    | 5 5–1 5–2 5–3 | Kanada Marion Thénault Miha Fontaine Lewis Irving                        | 326,94 93,06 113,97 119,91  | 3            | 290,98 62,74 116,48 111,76 | 3             |
| 4    | 3 3–1 3–2 3–3 | Schweiz Alexandra Bär Pirmin Werner Noé Roth                             | 300,62 65,83 128,00 106,79  | 4            | 276,01 57,01 109,00 110,00 | 4             |
| 5    | 4 4–1 4–2 4–3 | ROC Ljubow Nikitina Ilja Burow Stanislaw Nikitin                         | 295,97 79,66 97,28 119,03   | 5            | ausgeschieden              | ausgeschieden |
| 6    | 6 6–1 6–2 6–3 | Belarus Hanna Huskowa Stanislau Hladtschanka Maksim Huszik               | 273,67 84,73 89,92 99,12    | 6            | ausgeschieden              | ausgeschieden |